# Centre de recherche sur la conservation
Le Centre de recherche sur la conservation (CRC) est une unité mixte de service et de recherche française (USR 3224) associant le CNRS, le Muséum national d’histoire naturelle et le ministère de la Culture et de la Communication, il met en œuvre des recherches dont l’objectif est d'assurer les conservation et restauration des biens culturels
.
Il relève de la Fondation des Sciences du Patrimoine
.
Il rassemble une cinquantaine de chimistes, physiciens, biologistes, historiens de l’art et historiens des sciences et des techniques.
Il est situé sur trois sites géographiques.
Leurs travaux s’intéressent aux objets de muséums, de musées, d’archives et de bibliothèques, et aux monuments historiques, et visent en particulier la connaissance des matériaux du patrimoine et l’étude de leurs processus d’altération, ainsi que le développement de méthodes de conservation préventive et curative.
Unique dans le paysage international de la conservation des biens culturels, cette unité est née d’une association entre le Centre de recherche sur la conservation des collections (au Muséum national d’histoire naturelle à Paris), l’équipe scientifique du Laboratoire de recherche des monuments historiques (hébergée au Château de Champs-sur-Marne) en 2012 et celle du musée de la Musique (à la Cité de la musique à Paris) en 2014.
Au-delà de leurs champs d’activités propres, ces trois équipes mettent à profit leurs complémentarités et travaillent à établir des approches communes sur l’instrumentation et la méthodologie analytique, la biodétérioration, la couleur, les revêtements, le bois et les structures. Cette nouvelle dynamique a abouti à des actions concertées et la participation à divers projets européens, les Labex Patrima et Matisse et l’Equipex Patrimex qui permet de doter l’unité d’équipements mobiles pour l’analyse non invasive sur sites, avec une plateforme laser mobile (LIBS RAMAN-LIF, FLIM, OCT, imagerie térahertz, caméra hyperspectrale, micro-diffraction X, etc.).